# میرابوکا، استرالیای غربی
میرابوکا یک ناحیه پرث ، استرالیای غربی است. ناحیه دولتی محلی میرابوکا شهر استرلینگ می باشد. میرابوکا نامی بومی برای صورت فلکی است که اغلب به عنوان صلیب جنوبی معرفی می شود. 